# 나마콸란드

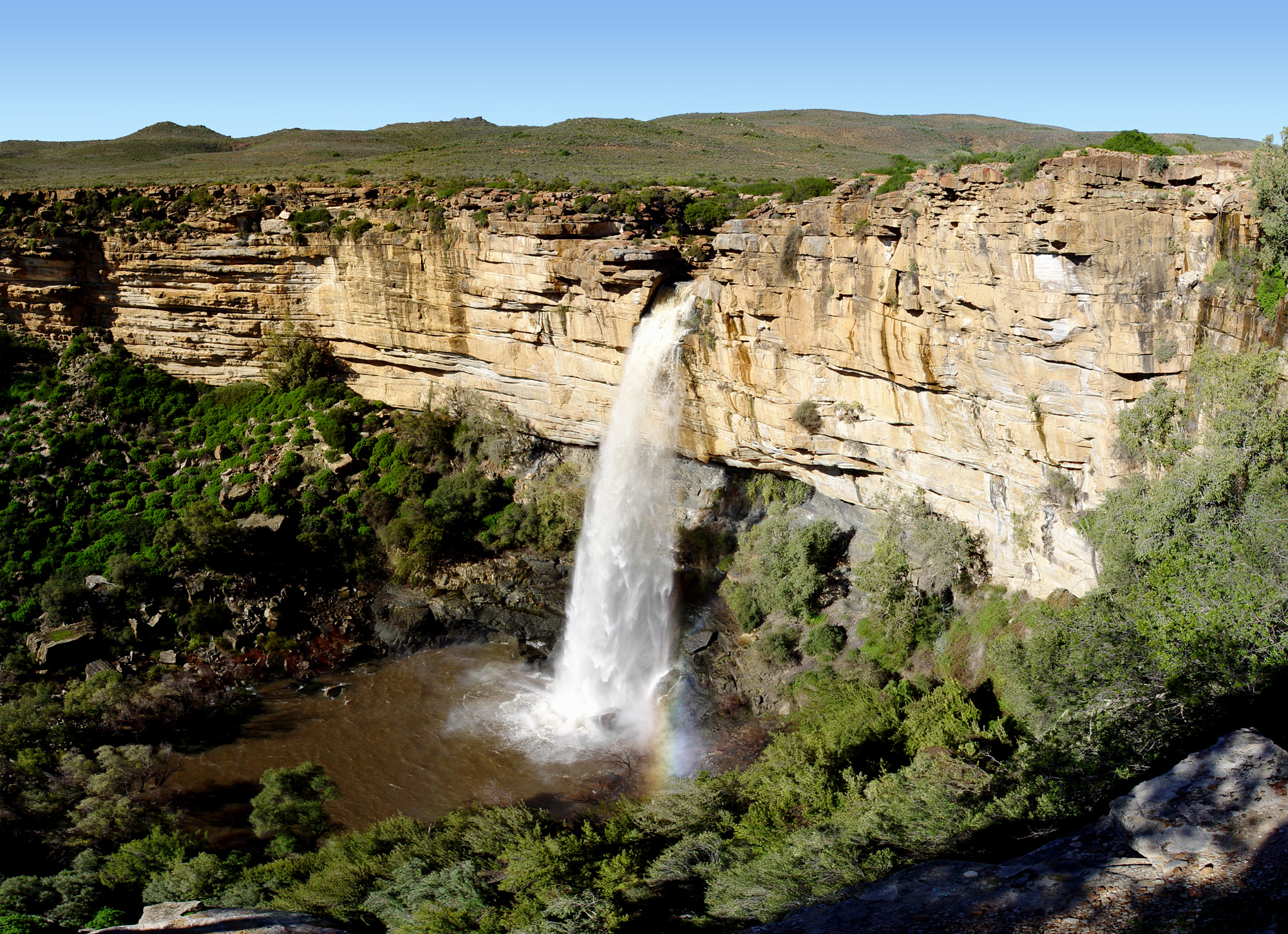
노던케이프주 (나마콸란드 지역) 로리에스폰테인으로 가는 길에 니우하우트빌레 북쪽 몇 킬로미터 지점에 위치한 폭포

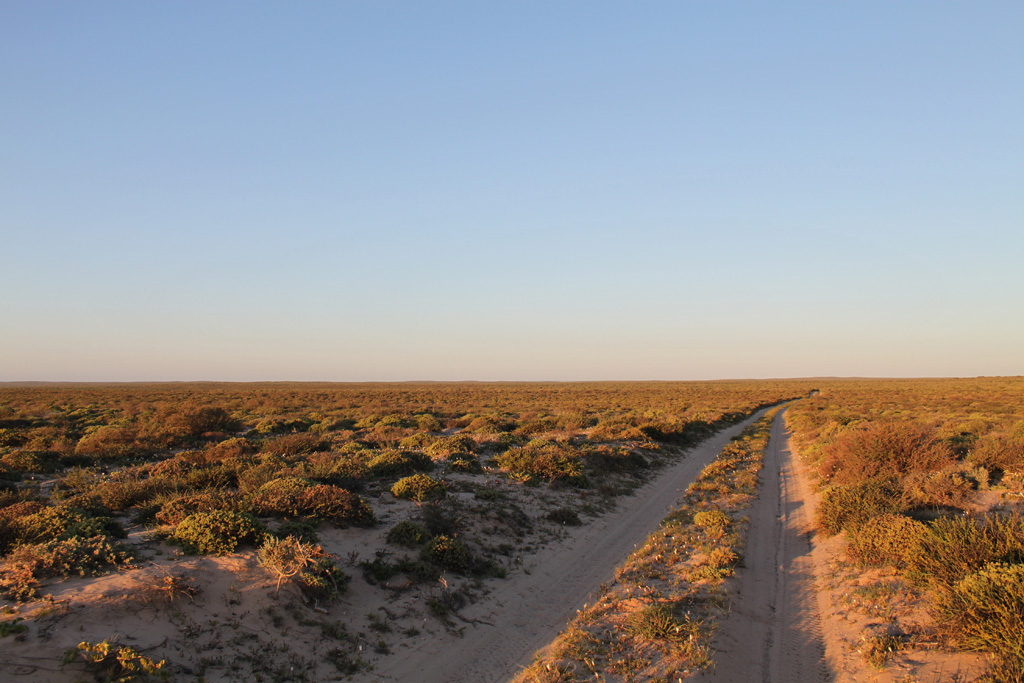
꽃 시즌이 아닌 나마콸란드

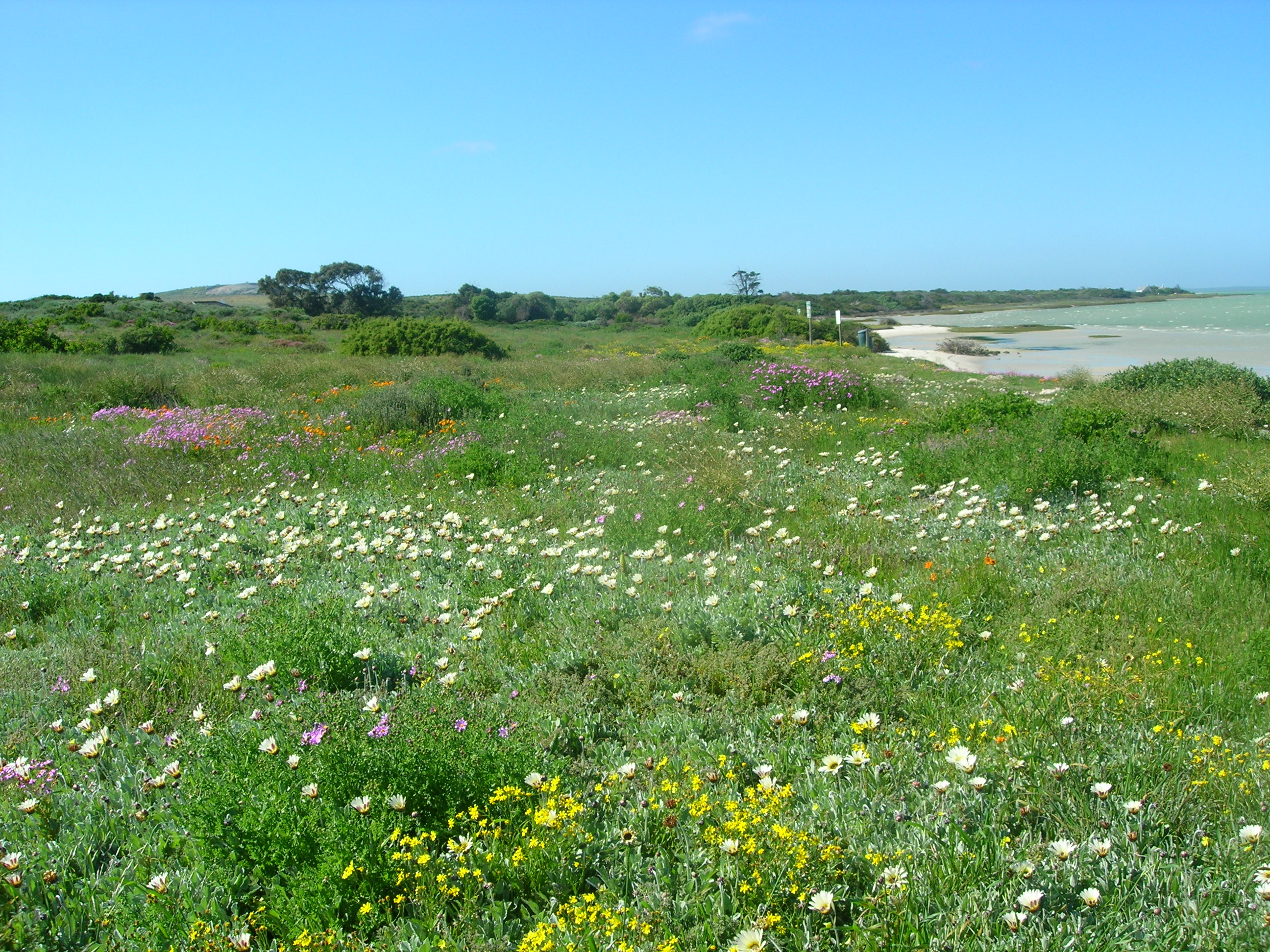
나마콸란드의 봄꽃

나마콸란드(코에코에어: "나마-콰"는 나마 코이족의 땅을 의미)는 나미비아와 남아프리카 공화국의 건조한 지역으로, 서해안을 따라 1,000 km (600 mi) 이상 뻗어 있으며 총 면적은 440,000 km2 (170,000 mi2)이다. 오렌지강 하류에 의해 남쪽의 리틀 나마콸란드와 북쪽의 그레이트 나마콸란드로 나뉜다.
리틀 나마콸란드는 남아프리카 공화국의 노던케이프주의 일부인 나마콸란드 지방자치체 내에 있다. 지리적으로는 26,836 km2 이상을 아우르는 남아프리카 공화국에서 가장 큰 지역이다. 대표적인 지자체는 카미스베르흐 지방자치체이다. 반사막 다육 카루 지역은 더운 여름, 희박한 강우량, 추운 겨울을 겪는다.
나미비아의 카라스주에 있는 그레이트 나마콸란드는 전통적으로 나마콸란드 지역에 거주해 온 코이코이족인 나마인들이 드물게 거주하고 있다.

## 관광

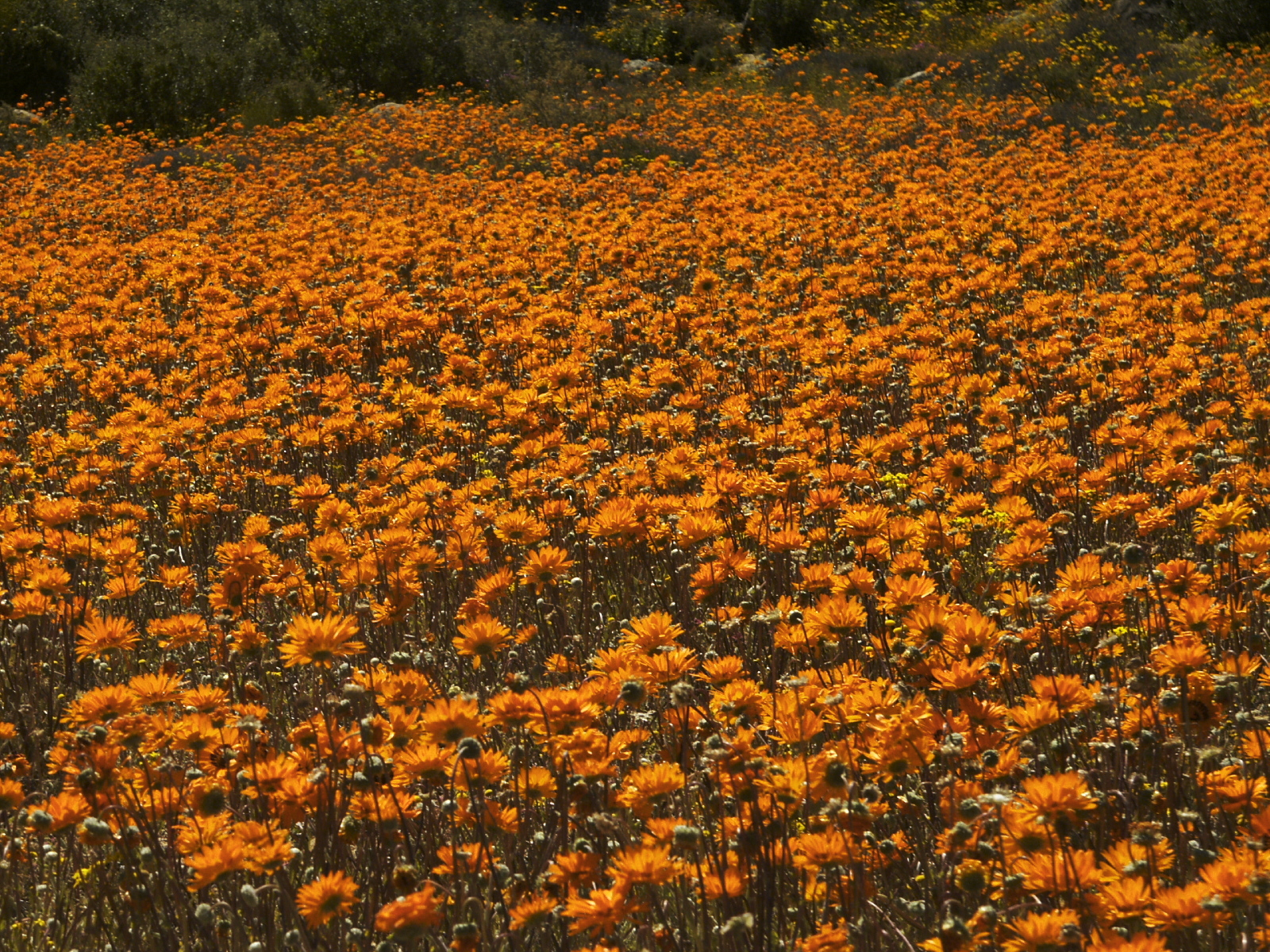
고에하프 자연보호구역

이 지역의 경관은 서쪽의 미개척 해안선부터 북동쪽의 반사막 지역에 이른다. 대서양과의 근접성, 봄철 야생화, 풍부한 광물, 문화 역사로 유명한 나마콸란드는 국제 및 국내 관광객들에게 인기 있는 지역이다. 나마콸란드 해안선과 오렌지강 둑은 하이킹 코스와 오프로드 코스로 인기가 많다.
꽃 시즌의 시작은 해마다 다르지만, 보통 8월에서 10월 사이에 찾아온다. 자연 경관은 끊임없이 관찰되며, 봄과 꽃 시즌의 첫 징후는 나마콸란드 데이지의 출현이다. 보라색 바이히가 만개하면 봄은 끝나간다.
나마콸란드 국립공원은 남아프리카 공화국의 국도 중 하나인 N7 서쪽에 위치하고 있다. 이 보호구역은 세계의 건조 지역 중 가장 높은 다육 식물 밀도를 자랑하는 훌륭한 생물 다양성 핫스팟이다. 이곳의 약 3500종의 식물 중 천 종 이상은 세계 어디에서도 발견되지 않는다.
나미비아와 남아프리카 공화국 국경에 있는 아이-아이스/리히테르스벨트 국경 초월 공원은 2003년 8월에 두 공원이 공식적으로 통합되기 전에는 남아프리카 공화국의 리히테르스벨트 국립공원과 나미비아의 아이-아이스 온천 야생동물 보호구역으로 알려져 있었다. 한때 리히테르스벨트 국립공원이었던 이 곳은 남아프리카 공화국의 다육 식물 종의 약 30%를 보호하고 있다.

## 강 유역의 현대 정착촌
이 지역에서 더 유명한 마을로는 이 지역에서 가장 큰 스프링복과 드비어스 다이아몬드 광산이 소유한 개인 광업 도시인 클라인지와 코잉나스가 있다. 이 지역은 오렌지강에 의해 해안을 따라 퇴적된 충적 다이아몬드가 상당히 풍부하다. 오란예문드는 이 해안을 따라 있는 또 다른 광업 도시로, 나미비아에 위치하지만 국경에 매우 가깝다. 이름에서 알 수 있듯이 이곳은 남아프리카 공화국과 나미비아 사이의 국경을 형성하는 오렌지강의 하구에 있다.
알렉산더만 마을은 남아프리카 공화국 쪽에 강 건너편 5 km (3.1 mi) 떨어져 있으며 어니스트 오펜하이머 다리로 오란예문드와 연결되어 있다. 상류에 강을 건너는 다른 연결로는 리히테르스벨트 국립공원의 센델링스드리프트에 재도입된 폰툰과 비올스드리프트(두 나라 사이의 주요 국경 통과 지점) 및 외딴 국경 통과 지점인 온시프칸스의 도로 다리가 있다.
남아프리카 공화국 서해안의 이 구간을 따라 활기찬 어업이 이루어지며, 특히 나마콸란드의 주요 휴양 도시인 포트 놀로스와 마을 외부에 있는 큰 바위 때문에 이름 붙여진 혼데클립바이(또는 독스톤베이)에서 활발하다. 이 바위는 제대로 보면 앉아 있는 개와 어렴풋이 닮았다.
19세기 이래로 스프링복과 오키프와 같은 주변 마을에서 구리가 채굴되었으며, 내륙으로 110 킬로미터 (70 mi) 떨어진 아헤네이스에는 구리, 납, 아연, 은을 채굴하는 대규모 광산이 위치해 있다.

## 주민

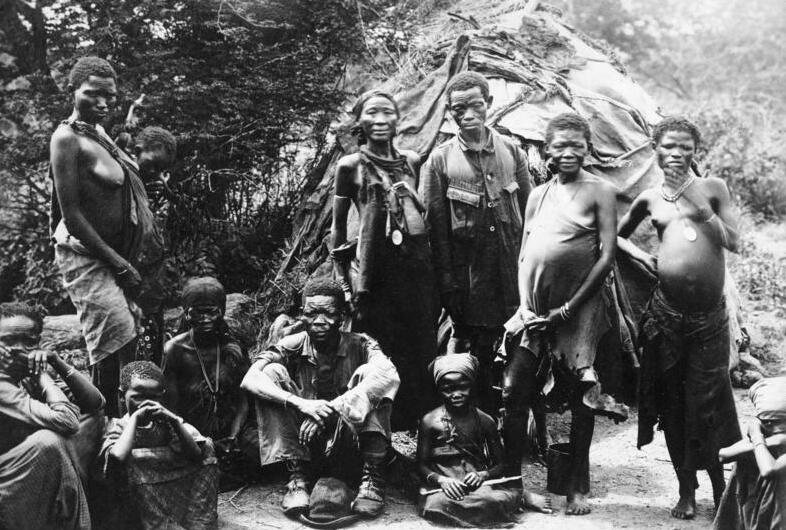
1910년경 오두막 앞의 나마인 집단

이 지역은 나마인과 코이산 부족에 의해 보존된 문화 역사로 유명하다. 나마인들은 코이코이족의 한 집단이다. 1904년에서 1907년 사이에 독일 제국은 헤레로·나마 집단학살 동안 나마 인구의 약 50%와 인근 헤레로인 인구의 80%를 잔인하게 살해했다. 나마인들은 전통적으로 코에코에어를 사용한다.

## 같이 보기
- 레터클립
- 마푸타
- 나마콸란드 철도